# Cepcewicze
Cepcewicze (ukr. Цепце́вичі, Cepcewyczi), dawniej Cepcewicze Małe (ukr. Малі Цепце́вичі, Mali Cepcewyczi) – wieś na Ukrainie, w obwodzie rówieńskim, w rejonie sarneńskim, na prawym brzegu rzeki Horyń. W 2001 roku liczyła 2462 mieszkańców.

## Historia
Wieś została założona w 1611 roku i jest jedną ze starszych wsi na Ukrainie. Była własnością Urbanowskich, Kwiatkowskich, a następnie Szczęsnego Poniatowskiego. Początkowo była znana pod nazwą Czypeczewicze (Чипечевичі) albo Czupieczewicze (Чупечевичі). Historia wsi jest związana z założonymi wcześniej Cepcewiczami Wielkimi, leżącymi po drugiej stronie rzeki Horyń.
W 1885 roku Cepcewicze Małe należały do powiatu łuckiego Guberni wołyńskiej, a zamieszkiwane były przez 535 osoby, z czego 83 mieszkało na pańskim dworze.
Według spisu ludności z 1897 roku wieś liczyła 846 mieszkańców, 764 było wyznania prawosławnego. Według Słownika geograficznego Królestwa Polskiego wieś liczyła 117 domów i 829 mieszkańców.
Po wojnie polsko-bolszewickiej wieś znalazła się w granicach Polski. W okresie międzywojennym najpierw należała administracyjnie do województwa poleskiego, a od roku 1930 do wołyńskiego. Według spisu ludności z 1921 roku mieszkało tu 1010 osób, 24 osoby podały wyznanie rzymskokatolickie i narodowość polską, 302 – wyznanie prawosławne i narodowość rusińską.
Przed I wojną światową mieszkańcy wsi należeli do parafii prawosławnej w Cepcewiczach Wielkich. W okresie międzywojennym wybudowano unicką cerkiew w Tutowiczach i część mieszkańców z Cepcewicz uczęszczała doń. Przed wojną mieszkało tu osiem rodzin żydowskich. Podczas II wojny światowej wielu mieszkańców dobrowolnie lub pod przymusem wstępowało do UPA. W okresie międzywojennym powstał tu zbór zielonoświątkowy.
W 1961 roku we wsi został położony bruk.
W 1971 roku zbudowano dom kultury, którego dwa pomieszczenia przeznaczono na bibliotekę. W 1975 roku biblioteka liczyła 25 tysięcy woluminów. W latach 70. bibliotekarze często się zmieniali ze względu na trudności w znalezieniu zakwaterowania, a powodem tych trudności było to, że większość mieszkańców wsi stanowili ewangelikalni protestanci, w tym zwłaszcza zielonoświątkowcy. Organizowane są tu regionalne kursy dla młodych bibliotekarzy.